# Porté-Puymorens
Porté-Puymorens là một xã ở tỉnh Pyrénées-Orientales trong vùng Occitanie, phía nam nước Pháp. Xã này nằm ở khu vực có độ cao trung bình 1610 mét trên mực nước biển.